# Ando (Nara)
Ando (安堵町 Ando-chō?) es un pueblo localizado en la prefectura de Nara, Japón. En julio de 2019 tenía una población estimada de 7.303 habitantes y una densidad de población de 1.694 personas por km². Su área total es de 4,31 km².

## Geografía

### Localidades circundantes
- Prefectura de Nara
  - Yamatokōriyama
  - Ikaruga
  - Kawanishi
  - Kawai

## Demografía
Según datos del censo japonés, la población de Ando ha disminuido en los últimos años.
| Año del censo | Población |
| ------------- | --------- |
| 1995          | 8.941     |
| 2000          | 8.539     |
| 2005          | 8.257     |
| 2010          | 7.929     |
| 2015          | 7.443     |